# Jean Dussourd
Cet article possède un paronyme, voir Jean Dutourd.
Jean Dussourd, né le 2 janvier 1948 à Castres, est un haut fonctionnaire français.
Il est préfet territorial et directeur de la Défense et de la Sécurité Civiles au ministère de l'Intérieur. Spécialiste de la gestion des crises de sécurité civile, il est en 2005-2006 membre de la Mission d'administration intérimaire des Nations unies au Kosovo (gouvernement tutélaire) en tant que représentant spécial adjoint du secrétaire général des Nations unies. Il coordonne ensuite au ministère de l'Intérieur des actions nationales et internationales, notamment le renforcement de l’État haïtien et la relance de la coopération de la France avec la Turquie.

## Biographie

### Formation
Jean Dussourd est élève au lycée Pierre-de-Fermat de Toulouse et au lycée Voltaire de Paris. Il est licencié en droit et diplômé d’études supérieures de droit public de l'Université Panthéon-Assas (Paris II) et à l’Institut d'études politiques de Paris (Sciences-Po Paris). Ensuite il se prépare à École nationale d’administration (ENA), pour une carrière préfectorale.

### Administrateur civil et sous-préfet
À sa sortie de l'ENA en mai 1976 (promotion Guernica), Jean Dussourd entre au ministère de l'Intérieur, d'abord au bureau des relations financières entre l’État et les collectivités territoriales au ministère de l'intérieur, puis en affectations territoriales : chargé de mission auprès du préfet de la région Haute-Normandie en 1980 ; secrétaire général (SG) de l’Allier en 1982, SG pour les affaires régionales d’Auvergne en 1984, SG du Puy-de-Dôme en 1986 et sous-préfet de Palaiseau en 1990. D’octobre 1992 à novembre 1993, Jean Dussourd est directeur du personnel et de la formation de la police à la direction générale de la Police nationale.[réf. nécessaire]

### Préfet des Hautes-Pyrénées
Le 11 novembre 1993, Dussourd est nommé à son premier poste de préfet, celui des Hautes-Pyrénées à Tarbes, succédant à François Leonelli.
Deux exploits remarquables sont le projet Grand site de Gavarnie pour préparer l’inscription, en 1997, du Cirque de Gavarnie au patrimoine mondial de l'UNESCO mais aussi pour stopper un début de projet d’une ligne Très Haute Tension par Gavarnie ; et le projet de travaux d’aménagement du Pic du Midi de Bigorre et son observatoire astronomique, autre patrimoine menacé, dont, selon Jean-Christophe Sanchez, Dussourd est le « véritable chef du projet ».
La ville de Tarbes est obligée à « l’énergique préfet Jean Dussourd » pour la formation de l’intercommunalité Grand Tarbes, en 1995, pour son développement comme ville universitaire et pour la création de l'institut de formation en pédagogie musicale (IFPM).
Dussourd est resté 4 ans aux Hautes-Pyrénées, où il a été très présent sur le terrain et où il a laissé un bon souvenir,. Il est remplacé par Gérard Bougrier.

### Directeur de la Défense et de la Sécurité civiles
Le 1er décembre 1997, Dussourd est nommé directeur de la Défense et de la Sécurité civiles au ministère de l’Intérieur, un des cinq préfets directeurs auprès du ministre Jean-Pierre Chevènement.
Il prend part à la gestion de la sécurité pendant la Coupe du monde de football du 10 juin au 12 juillet 1998 en France. Il y est confronté avec le problème des autorités multiples. Il s’occupe de près des dossiers des risques et catastrophes naturelles, il fait des visites d'inspection jusqu'aux territoires d'outre-mer : La Réunion, Mayotte et la Guyane et à l'occasion, il se rend sur place des sites sinistrés. Il participe à la création d'un plan de secours spécialisé aérodrome.
Il était prévu, au moment de sa nomination, qu'il devrait « calmer les grognes des sapeurs-pompiers » liée à la mise en place de la départementalisation des services d’incendie et de secours (Loi n° 96-369 du 3 mai 1996. Dans ce contexte, il prépare une reforme de la défense zonale qui sera effectué en 2000 et il devient en mai 1998 président de la commission compétente à l'égard de la participation des lieutenants et capitaines de sapeurs-pompiers professionnels stagiaires à des missions opérationnelles. Il publie en 1999 une documentation Les Sapeurs-pompiers (Nouvelle Arche de Noé, 1999) et il conduit en novembre 1999 les négociations sur un nouveau Statut sapeurs-pompiers.
Jean Dussourd est muté le 24 novembre 1999 à la préfecture du Pas-de-Calais et Michel Sappin le remplace à la direction de la défense et de la sécurité civiles.

### Préfet du Pas-de-Calais
De décembre 1999 à décembre 2001, Jean Dussourd est Préfet du Pas-de-Calais à Arras, succédant à Daniel Cadoux.
Il doit faire face aux problèmes liés au camp de réfugiés à Sangatte, à l’origine un camp de réfugiés Kosovars, géré par la Croix Rouge. Il traite avec succès l'affaire des bombes chimiques trouvées à Vimy en s’egageant en personne pendant l'évacuation,. Quant à la pollution par le centre d'enfouissement technique de La Bistade à Sainte-Marie-Kerque il engage fin 2001 un médiateur. La médiation se termine en impasse, et le dossier passe en décembre 2001 à son successeur Cyrille Schott.

### Gestion de grands événements
Quittant la préfecture d’Arras en décembre 2001, il est nommé Président du comité d'organisation des Championnats du monde d'athlétisme à Saint-Denis et Paris en août 2003. En négociant avec l'Association internationale des fédérations d'athlétisme IAAF, il obtient la reconnaissance internationale de la méthode française de la détection de l'Érythropoïétine (EPO), responsable du budget, il fait un succès des ventes des tickets par internet, et la sécurité civile, spécialité de Dussourd, est bien organisé.
Il est ensuite Conseiller pour la gestion des crises au Secrétariat général de la Défense nationale, attaché auprès du Cabinet du Premier Ministre Jean-Pierre Raffarin. Il est, après la canicule de 2003, chargé, en octobre 2003, d’une mission sur la gestion de crise et les centres opérationnels. Il y retrouve son ancien dossier des sapeurs-pompiers. Il remet le 10 février 2004 un rapport d'étude sur la gestion de crise et les centres opérationnels et un plan d'action ensuite. Ceci concerne un système de veilles opérationnelles permanentes au niveau national (Centre opérationnel de gestion interministérielle des crises COGIC), au niveau de la zone de défense (Centres Opérationnels de Zone COZ) et au niveau du département (Centres Opérationnels Départementaux d’Incendie et de Secours CODIS).
Entre-temps, il est, du 15 avril au 24 juillet 2004, secrétaire général de la commémoration du 60e anniversaire de la libération de la France, juin 2004.

## Gestion des crises à l’international

### Représentant spécial de l'ONU au Kosovo
Du 14 février 2005 au 2 mai 2006, il est représentant spécial adjoint du secrétaire général des Nations unies au Kosovo, Mission d'administration intérimaire des Nations unies au Kosovo (MINUK).
Dans ce gouvernement tutélaire, il est chef du Pilier 1 de la MINUK, responsable de l’État de droit, de la police et de la justice, pour préparer notamment le transfert de ces compétences au gouvernement kosovar dans le cadre du processus d’indépendance. Des 5 représentants spéciaux de la MINUK, Dussourd est le seul qui vise directement au transfert des responsabilités et il prépare en secret la formation des deux ministères de l'Intérieur (pour la police) et de la Justice, qui deviendront réalité, après l'accord de l'ONU, au printemps 2006.
Dussourd publiera en 2014 le récit Kosovo : État de droit – Transition – Minorités.

### UNITAID
En 2006, dans le cadre de l’initiative du président de la République Jacques Chirac sur les financements innovants pour le développement, Dussourd a été chargé, sur demande de Philippe Douste-Blazy, ministre des Affaires étrangères, de lancer UNITAID, nouvelle organisation internationale, sous les auspices de l’ONU, pour lutter contre le SIDA, le paludisme et la tuberculose dans les pays en développement. Pour le financement du projet, garantie partiellement par la fondation Clinton, Dussourd va réaliser le projet de la taxe de solidarité sur les billets d'avion,.
Malgré son succès, Dussourd est, au changement de la présidence en 2007, sous Nicolas Sarkozy remplacé par Louis-Charles Viossat.

### Missions interministérielles
De juin 2008 à début 2009, Dussourd est chargé d’une mission interministérielle sur la sûreté aérienne. Dans son rapport il recense 1800 aérodromes secondaires, souvent dépourvus de dispositifs de secours et difficiles à surveiller contre des trafics illicites,
Il accepte en février 2009 une mission interministérielle de l'Élysée et de Matignon sur la gestion civilo-militaire des crises extérieures, au sujet duquel il écrit deux rapports très remarqués,.

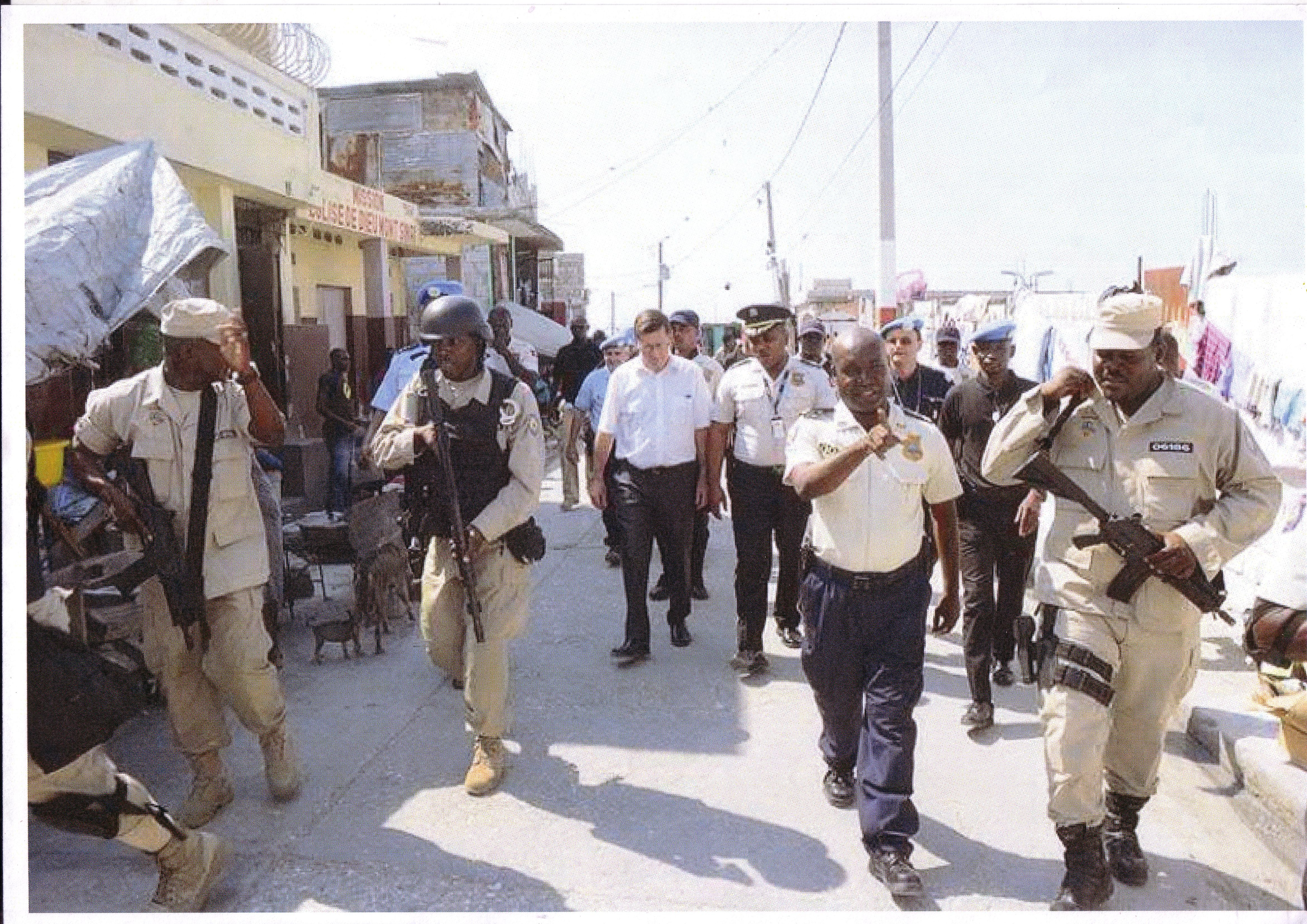
Jean Dussourd à Haïti.

### Préfet référent à l'extérieur
Il est chargé en 2010, comme préfet référent de Haïti, de coordonner la coopération du ministère de l’Intérieur pour renforcer l’État haïtien après le séisme de 2010. Il organise les dons de matériel,, des formations et des programmes d'échanges entre Haïti et la France, même en y engageant son ancienne ville préfectorale Arras.
Il passe à retraite le 3 janvier 2014, mais il aura encore la fonction, depuis septembre 2015, de préfet référent de la Turquie. Depuis le 1er janvier 2018, il est assesseur à la Cour nationale du droit d'asile.
Marié et père de 5 enfants, il est chevalier de la Légion d’honneuret de l’ordre national du Mérite.[réf. nécessaire]